# Bulbophyllum rostriceps
Bulbophyllum rostriceps är en orkidéart som beskrevs av Heinrich Gustav Reichenbach. Bulbophyllum rostriceps ingår i släktet Bulbophyllum och familjen orkidéer.
Artens utbredningsområde är Fiji. Inga underarter finns listade i Catalogue of Life.